# Páez (khu tự quản)
Páez là một khu tự quản thuộc bang Apure, Venezuela. Thủ phủ của khu tự quản Páez đóng tại Guasdualito. Khự tự quản Páez có diện tích 12820 km2, dân số theo điều tra dân số ngày 21 tháng 10 năm 2001 là 88598 người.